# پدر مادر خواهر برادر
پدر مادر خواهر برادر (انگلیسی: Father Mother Sister Brother) فیلم آمریکایی در ژانر کمدی درام آنتولوژی به نویسندگی و کارگردانی جیم جارموش است. در این فیلم کیت بلانشت، ویکی کریپس، آدام درایور، ماییم بیالیک، تام ویتس، شارلوت رمپلینگ و ایندیا مور ایفای نقش کردند.
این فیلم برای نخستین بار در بخش رقابت اصلی هشتاد و دومین دوره جشنواره بین‌المللی فیلم ونیز به نمایش درمی‌آید و در این رویداد، نامزد دریافت شیر طلایی شده است.

## بازیگران
- کیت بلانشت در نقش لیلِث
- ویکی کریپس در نقش تیموتیا
- آدام درایور در نقش جف
- ماییم بیالیک در نقش امیلی
- تام ویتس
- شارلوت رمپلینگ
- ایندیا مور در نقش اسکای
- لوکا سبت در نقش بیلی

## تولید

### توسعه
جیم جارموش در آوریل ۲۰۲۳، در جریان جشنواره اوت‌لوک اعلام کرد که در حال کار روی فیلم جدیدی است که آن را «فیلمی بسیار لطیف و آرام… خنده‌دار و غم‌انگیز» توصیف کرد. او همچنین اشاره کرد که ممکن است این فیلم هیچ موسیقی‌ای نداشته باشد. در نوامبر ۲۰۲۳ گزارش شد که عنوان این فیلم پدر مادر خواهر برادر خواهد بود. تولید فیلم بر عهدهٔ اکسوسکلتن است و با همکاری انیمال کینگدام و سی‌جی سینما ساخته می‌شود.

### انتخاب بازیگران
در دسامبر ۲۰۲۳ گزارش شد که کیت بلانشت به عنوان یکی از بازیگران فیلم انتخاب شده است. در ژانویه ۲۰۲۴، تصاویری از صحنهٔ فیلم‌برداری منتشر شد که ویکی کریپس را با لباس شخصیتش نشان می‌داد. در مه ۲۰۲۴، حضور آدام درایور، ماییم بیالیک، تام ویتس، شارلوت رمپلینگ، ایندیا مور و لوکا سبت به عنوان اعضای اصلی گروه بازیگران اعلام شد.

### فیلم‌برداری
فیلم‌برداری اصلی در نوامبر ۲۰۲۳ در وست میلفورد، نیوجرسی آغاز شد. در اوایل سال ۲۰۲۴، بخش‌هایی از فیلم در دوبلین ضبط شد. فیلم‌برداری در پاریس و در اوایل سال ۲۰۲۴ به پایان رسید.

## انتشار
در جریان یک جلسهٔ پرسش و پاسخ در جشنواره جنوب از جنوب غربی لندن در ژوئن ۲۰۲۵، افه چاکارل، مدیرعامل پلتفرم استریم و توزیع‌کنندهٔ موبی اعلام کرد که فیلم پدر مادر خواهر برادر در بخش رقابت اصلی جشنواره ونیز ۲۰۲۵ برای کسب جایزهٔ شیر طلایی به نمایش درخواهد آمد.